# والتر براون (ورزشکار)
والتر براون (انگلیسی: Walter Brown; ۳۱ مهٔ ۱۹۲۵ – ۱۵ آوریل ۲۰۱۱) قایقران کانو اهل استرالیا بود.